# Leviapseudes aberrans
Leviapseudes aberrans är en kräftdjursart som först beskrevs av Lang 1968.  Leviapseudes aberrans ingår i släktet Leviapseudes och familjen Apseudidae. Inga underarter finns listade i Catalogue of Life.